# Mayronnes
Mayronnes är en kommun i departementet Aude i regionen Occitanien  i södra Frankrike. Kommunen ligger  i kantonen Lagrasse som ligger i arrondissementet Carcassonne. År 2022 hade Mayronnes 44 invånare.

## Befolkningsutveckling
Antalet invånare i kommunen Mayronnes
Referens: INSEE